# Milutin Jovović
Milutin Jovović (Petrovići, Banjani, 1622 — nepoznato) bio je vojvoda Banjana.

## Biografija
Milutin Jovović je bio vojvoda Banjana za vrijeme Kandijskog rata (1645—1669). Rođen je na Usputnici u selu Petrovići (Nikšić), Banjani, tadašnjoj Hercegovini, današnjoj Crnoj Gori. Školovao se u manastiru Kosijerevo koji tada nije bio samo duhovni, već kulturni i politički centar. Bio je jedan od najistaknutijih Banjana svoga vremena.
Potpisnik je jednog pisma u ime hercegovačkih prvaka upućenog Kotoru, kojim se izražava prilaženje njihovih plemena na stranu Venecije u Kandijskom ratu.
Poslije njega ne nalazimo podatke o vojvodama ovoga plemena sve do vojvoda Jovana Baćovića (1810—1862), Maksima Baćovića (1848—1876) i Sima Baćovića (1828—1911).

## Literatura
- Momčilo Mićović "Banjani", Beograd 2014.
- Miloš Milošević "Hajduci u Boki Kotorskoj (1648-1718)", CANU - Titograd 1988.

## Spoljašnje veze
- - Knjiga "Banjani" Momčila Mićovića, Beograd 2014.